# 이노촌 (후쿠시마현)
이노촌(飯野村)은 후쿠시마현 이와키군에 속했던 촌이다. 현재의 이와키시 중앙부의 국도 6호선 조반 바이패스 도로변, 나쓰쓰강 상류, 나쓰이강 지류인 신강을 사이에 두고 다이라 시가지와 남쪽으로 접한 지역과 다이라 키타시라토에 해당한다. 현재 구촌 지역에 속하는 오아자는 다이라라는 지명을 쓰고있다.

## 역사
- 1889년 4월 1일 - 정촌제 시행에 의해 9촌이 합병해 이와사키군 이노촌이 성립하였다. 옛 촌은 오아자가 되었고, 촌 이름은 '이이노'는 고대・중세에 존재했던 '이이노고(飯野郷)'에서 따온 것으로 추정되지만, 합병 당시 '이이노'를 선택한 이유는 불분명하다. 또한, 중세의 이와키군 요시마소 이이노고 안에 포함된 것은 야가와세(당시에는 '야가와코' 촌 등으로 표기)와 기타시라토・미나미시라토(당시에는 남북으로 나뉘기 전의 '시라토' 촌)의 3개 대자(大字)뿐이며, 그 외의 오아자(大字)는 이이노고 내 촌의 후예가 아니다.
- 1896년 4월 1일 - 소속군이 이와키군으로 변경되었다.
- 1950년 4월 1일 - 다이라시에 편입해 동일 이노촌이 폐지되었다.

## 교통
현재는 국도 6호선이 통과하지만 당시는 미개통이였다.

## 참고문헌
- 角川日本地名大辞典 7 福島県
- 山田松之助『飯野の歴史散歩』いわき : 山田多美、1994年。